# We Built This City
We Built This City is een nummer van de Amerikaanse rockband Starship. Het is de eerste single van hun album Knee Deep in the Hoopla uit 1985. Op 26 augustus dat jaar werd het nummer eerst in de VS en Canada op single uitgebracht. Op 25 november volgden Europa, Australië, Nieuw-Zeeland, Japan en Brazilië.

## Achtergrond
De plaat werd een grote hit in de Verenigde Staten, Canada, Zuid-Afrika, Oceanië en West-Europa. In thuisland de Verenigde Staten behaalde de plaat de nummer 1-positie van de Billboard Hot 100. Ook in Canada, Australië en Zuid-Afrika werd de nummer 1-positie behaald. In Duitsland werd de 10e positie bereikt, Oostenrijk de 21e, Zwitserland de 8e, Zweden de 4e, Ierland de 9e en in het Verenigd Koninkrijk de 12e positie in de UK Singles Chart.
In Nederland was de plaat op donderdag 21 november 1985 TROS Paradeplaat op Hilversum 3 (laatste dag reguliere uitzending van de TROS Top 50) en werd mede hierdoor een radiohit in de vanaf 1 december 1985 twee landelijke hitlijsten op de vanaf dan nationale publieke popzender Radio 3. De plaat bereikte in zowel de Nederlandse Top 40 als de Nationale Hitparade de 21e positie. In de Europese hitlijst op Radio 3, de TROS Europarade, werd de 23e positie bereikt.
In België behaalde de plaat de 17e positie in zowel de voorloper van de Vlaamse Ultratop 50 als de Vlaamse Radio 2 Top 30. In Wallonië werd géén notering behaald.
Sinds de editie van december 2000, stond de plaat tot en met de editie van 2002 genoteerd in de jaarlijkse NPO Radio 2 Top 2000 van de Nederlandse publieke radiozender NPO Radio 2, met als hoogste notering een 1301e positie in 2000.

## NPO Radio 2 Top 2000
| Nummer met noteringen in de NPO Radio 2 Top 2000 | '00  | '01  | '02  |
| ------------------------------------------------ | ---- | ---- | ---- |
| We Built This City                               | 1301 | 1713 | 1577 |

1. ↑  Een vetgedrukt getal geeft de hoogste notering aan.
2. ↑  2000 was het eerste jaar met een notering voor dit nummer.
3. ↑  Deze tabel is bijgewerkt tot en met de laatste editie (2024).